# Enrique de Villena

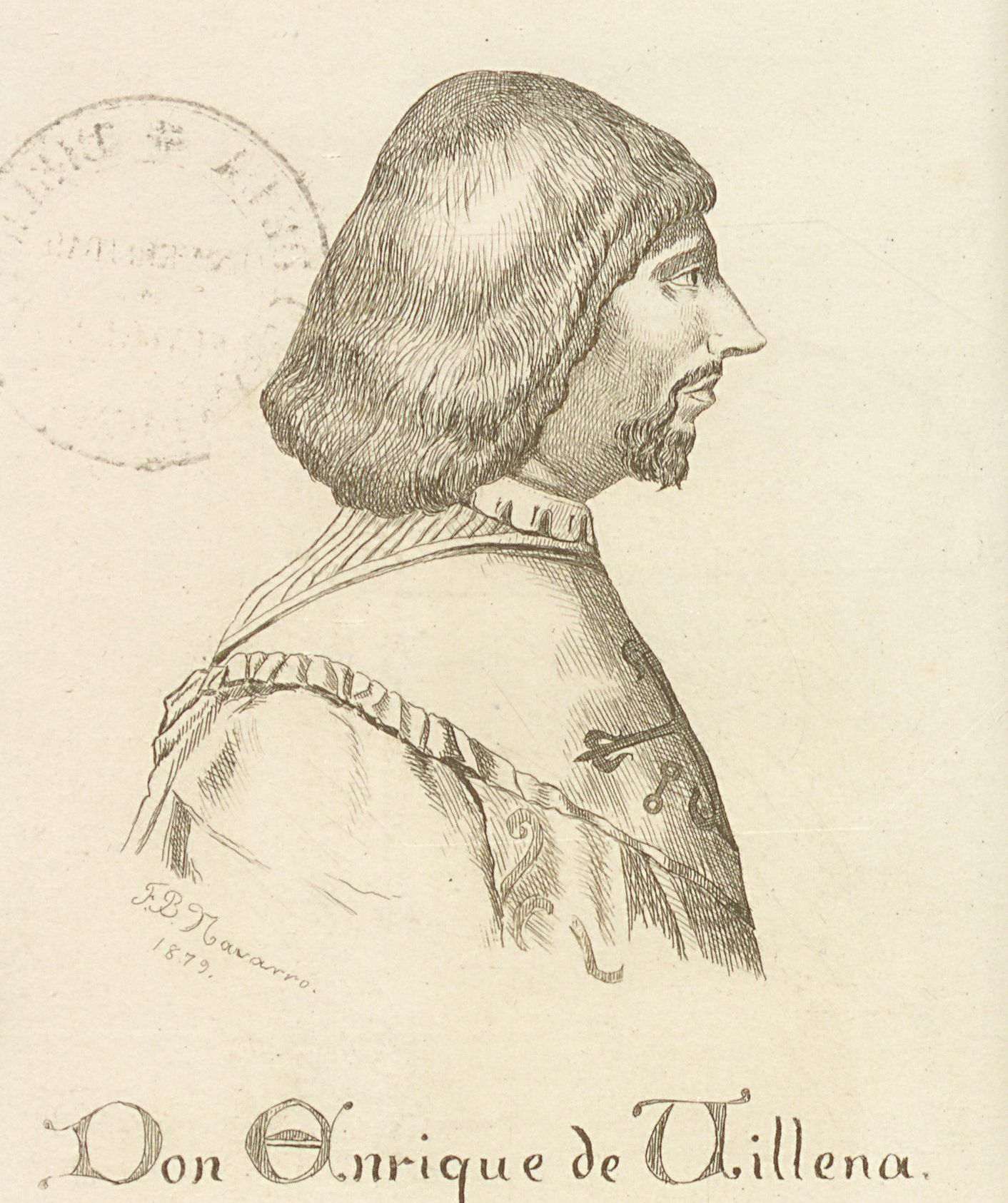
Enrique de Villena (1400)

Enrique de Villena (fälschlich Marqués de Villena genannt; * 1384 in Cuenca; † 15. Dezember 1434 in Madrid) war ein spanischer Schriftsteller und Gelehrter des ausgehenden Mittelalters. Er war ein Abkömmling der Königshäuser von Aragón und Kastilien. Als einer der führenden Intellektuellen von Kastilien am Beginn des 15. Jahrhunderts hatte er umfassende Kenntnisse in zahlreichen Wissensgebieten. Er geriet aber bald in den Ruf, ein Zauberer und Magier zu sein. So wurde er zu einer legendenumrankten Gestalt, die spanische Dichter in den nächsten Jahrhunderten literarisch bearbeiteten. Er hat als Erster Dantes Göttliche Komödie und Vergils Aeneis ins Spanische übersetzt.

## Leben
Enrique de Villena, dessen richtiger Name Enrique de Aragón lautete, war der zweite Sohn von Pedro de Aragón y Villena und der Juana von Kastilien, einer illegitimen Tochter des Königs Heinrich II. von Kastilien. Der Großvater väterlicherseits war Alfonso de Aragón, der direkt von König Peter IV. von Aragón abstammte und neben vielen anderen Titeln auch den eines Marqués de Villena führte. Diesen Titel erhielt Alfonso von Heinrich II. aus der Trastámara-Dynastie als Dank für seine Unterstützung im Kampf gegen Heinrichs Halbbruder und Vorgänger am kastilischen Thron, Peter I. den Grausamen. Da Pedro de Aragón bereits 1385 in der Schlacht von Aljubarrota fiel, wuchs der kleine Enrique am Hof Alfonsos in Valencia auf. Dort gastierten herausragende Intellektuelle und Literaten ihrer Zeit, die den Heranwachsenden stark beeinflussten. Er erwarb gute Kenntnisse u. a. in Chemie, Mathematik und Philosophie. Auf Einladung der aragonesischen Königin Violante von Bar weilte er einige Zeit am Hof in Barcelona, an dem er mit bedeutenden katalanischen Schriftstellern zusammentraf.
Alfonso verlor Ende des 14. Jahrhunderts seinen bisher bedeutenden Einfluss am kastilischen Hof. 1398 wurden ihm der Titel eines Marqués de Villena und alle kastilischen Güter entzogen. Für den Verlust verantwortlich war u. a. Katharina von Lancaster, die Ehefrau König Heinrichs III.: sie betrieb insbesondere nach dem Tod ihres Mannes (1406) in Kastilien eine Politik, die sich gegen Angehörige der Trastámara-Dynastie und gegen aragonesische Adelige richtete, zu denen Alfonso und Enrique zählten. Enrique, der den Titel und die Güter hätte erben sollen, und Alfonso bemühten sich in der Folgezeit vergeblich, den Titel zurückzuerhalten. Enrique nannte sich später unrechtmäßig in allen offiziellen Dokumenten Marqués von Villena.
Villena hielt sich Anfang des 15. Jahrhunderts wahrscheinlich in Kastilien auf. Er heiratete María de Albornoz, eine reiche Erbin aus Cuenca. Sein Vetter König Heinrich III. ernannte ihn zum Grafen von Cangas und Tineo. Villena entsagte 1404 aber dem Grafentitel wieder und ließ sich unter dem Vorwand, impotent zu sein, scheiden, um den vakant gewordenen Posten des Großmeisters bei dem mächtigen Calatrava-Orden erhalten zu können. Die Ordensmitglieder wählten ihn auf Druck Heinrichs III. in das Amt. Laut zeitgenössischen Chronisten soll Heinrich sich für Villena eingesetzt haben, weil er eine Beziehung zu dessen Gattin María unterhalten habe; wahrscheinlicher ist, dass der König durch Besetzung wichtiger Ämter mit Verwandten die einflussreichen Orden besser glaubte kontrollieren zu können. Villenas Ernennung entzweite indessen den Orden von Calatrava, und 1407, nach Heinrichs Tod, wählten die mit Villenas Amtsführung unzufriedenen Ordensmitglieder in Kastilien einen neuen Großmeister.
1412 wurde Ferdinand de Antequera, ein Bruder Heinrichs III., als Ferdinand I. König von Aragón. Villena verbrachte an dessen Hof daraufhin einige geruhsame Jahre, nahm an der Krönung des Königs in Saragossa teil und diente ihm u. a. als Tranchiermeister und Butler. Für seine Dienste erhielt er eine bescheidene Rente. 1416 wurde seine Wahl zum Großmeister des Calatrava-Ordens für ungültig erklärt. Im gleichen Jahr starb König Ferdinand I. und Villena begab sich wieder nach Kastilien. In Cuenca lebte er auf den Gütern seiner Frau, der er früher einen Brief mit der Bitte um Aussöhnung hatte zukommen lassen. Papst Benedikt XIII. hatte die Scheidung annulliert. Villena hatte aber auch Affären mit einigen adligen Damen. Eine seiner beiden unehelichen Töchter, die als Elionor Manuel getauft wurde, trat unter dem Namen Isabel de Villena (* 1430, † 1490) in ein Klarissenkloster in Valencia ein, wurde dort 1463 Äbtissin und verfasste eine Vita Christi, die posthum 1497 von ihrer Nachfolgerin in der Klosterleitung herausgegeben wurde. Über Villenas Leben in den Jahren 1425–1429 ist nur bekannt, dass er das Werk Arte cisoria und u. a. drei an Mitgliedern des Königshofes gerichtete Bibeltraktate verfasste.
König Alfons V., der seit 1416 in Aragón regierte, entzog Villena zwischen 1425 und 1429 unter einem Vorwand das im Osten Spaniens gelegene Herzogtum Gandía, das er nach dem Tod seines Onkels Alfons II. hätte erben sollen. Villena befürchtete auch eine Trennung von seiner vermögenden Gattin. Sein Neffe König Johann II. von Kastilien verlieh ihm daraufhin die kleine Herrschaft Iniesta. Dort verbrachte Villena zurückgezogen seine letzten Jahre. Er starb am 15. Dezember 1434 in Madrid an einer Gicht, die durch starkes Fieber verschärft worden war. Der König ließ ihm ein prächtiges Begräbnis im Kloster San Francisco ausrichten. Der einflussreiche Dominikaner und Inquisitor Lope de Barrientos untersuchte daraufhin in Johanns Auftrag Villenas Bibliothek und ließ manche als „Zauberbücher“ eingestufte Werke verbrennen; die restlichen Bände kamen hauptsächlich in den Besitz des Königs.

## Werk

### Los doce trabajos de Hércules
Das didaktische Werk Los doce trabajos de Hércules, das Beispiel eines frühen Humanismus, erzählt und interpretiert die zwölf Arbeiten des griechischen Sagenhelden Herkules. Villena verfasste dieses Buch 1417 kurz vor seiner Abreise vom aragonesischen Hof auf Katalanisch (Dotze treballs de Hercules, heute verschollen) und schuf einige Monate später eine leicht überarbeitete kastilische Übersetzung, die 1483 in Zamora gedruckt wurde. Jede Arbeit des Helden wird nach den Angaben antiker Autoren in einem eigenen Kapitel dargestellt, das anschließend gemäß mittelalterlicher Bibelexegese eine allegorische Deutung, eine Prüfung auf den Wahrheitsgehalt und eine moralische Nutzanwendung auf die zwölf damaligen spanischen Stände enthält. Herkules ist die allegorische Verkörperung des Weisen und seine Arbeiten stellen den Erwerb von Wissen dar. Das Werk sollte den Adligen und Klerikern als Anleitung für die ihnen zufallende Aufgabe dienen, den göttlichen Gesetzen zum Durchbruch zu verhelfen. Der Sieg des Sagenhelden über die Kentauren ist etwa als ein Lehrbeispiel für die Herrscher gedacht, wie man Mut, Gerechtigkeit und andere Tugenden erlangt, und die Bezwingung des Nemëischen Löwen, der sündhaftes Verhalten verkörpert, wird als die Stärke der Kirche gedeutet, das Volk auf den rechten Pfad zu leiten. Insbesondere die Ritter sollten sich durch das Werk ermuntert fühlen, Herkules in seinen Heldentaten für das gesellschaftliche Wohl nachzueifern. In das gelehrte Werk floss zwar die Lektüre zahlreicher antiker Autoren wie Vergils, Caesars, Senecas, Platons und Aristoteles’ ein, aber es fehlte Villena an Verständnis für die antiken Lebensverhältnisse und für die geschichtlichen Zusammenhänge.

### Arte de trovar
Villenas nur noch fragmentarisch vorliegendes Werk über die Verskunst (Arte de trovar oder Libro de la sciença gaya) ist nicht genauer datierbar und wird grob zwischen 1417 und 1428 angesetzt. Es ist insbesondere kenntlich durch die erhaltenen Fragmente in einem Manuskript des Humanisten Alvar Gómez de Castro. Diese Handschrift befindet sich heute in der Bibliothek des Escorial. Zuerst gedruckt wurde die Arte de trovar in Gregorio Mayans y Siscars Orígenes de la lengua española (Madrid 1737). Villena widmete sein Werk dem kastilischen Adligen Iñigo López de Mendoza, Marqués de Santillana, der nicht nur ein tapferer Krieger, sondern auch begnadeter Poet und Schirmherr der Künste war.
Für sein Lehrbuch über die komplizierten Gesetze der Verskunst nahm sich Villena u. a. die didaktischen Werke katalanischer Troubadoure (Ramon Vidal de Besalú, Razos de trobar, um 1210; Berenguer d’Anoia, Mirall de trobar, um 1350) oder das Doctrinal de trobar (um 1324) des toulousanischen Dichters Raimon de Cornet als Muster. Villena verfasste sein Werk für die Teilnehmer von Dichterwettstreiten (Consistorio de la gaya ciència), die er 1413 in Barcelona im Auftrag Ferdinands I. von Aragón – nach dem Vorbild der poetischen Jeux floraux (Blumenspiele) in Toulouse – gestiftet hatte. Dementsprechend bezeugt Arte de trovar den kulturellen Austausch zwischen Katalonien und der provenzalischen Region Südfrankreichs, der Heimat der Troubadourlyrik. Das Buch enthält Bemerkungen über Grammatik, Reim- und Strophenformen. Es wird auch die Geschichte, die Organisation und der Ablauf der Dichterwettstreite in Toulouse und Barcelona dargestellt. Dieser Bericht ist historisch ungenau und gibt ein idealisiertes Bild vom Charakter und der Entwicklung der katalanischen Poetik. Villena betrachtete die Verskunst als eine schwierige Wissenschaft, deren kompliziertes Regelwerk viele Dichter nicht richtig kennen. Ein guter Poet müsse sich aber an diese „wahren und unveränderlichen“ Regeln halten. Die Verskunst sei ein pädagogisches Mittel, mit dessen Hilfe eine geistige Elite geschaffen werden solle. Die Volksdichtung schätzte Villena dagegen gering. Sein Werk beeinflusste stark die Ausbildung der höfischen Dichterschule des 15. Jahrhunderts.

### Arte cisoria
Im 1423 verfassten und erstmals 1766 in Madrid gedruckten Werk Arte cisoria gibt Villena eine Anleitung über die Tranchierkunst und die Etikette beim Speisen am königlichen Hof. Zur Zerteilung von Fischen empfiehlt er etwa die Verwendung silberner oder goldener an Stelle eiserner Bestecke. Man solle nicht zu große Fleischstücke zerkauen, sondern vorher schneiden und Knochen von Vögeln nicht abnagen. Auch die Zubereitung von Rebhühnern wird detailliert beschrieben.

### Bibeltraktate
Im etwa 1421–1422 niedergeschriebenen Tratado de lepra wollte Villena die Zuverlässigkeit der Aussagen des Leviticus über Lepra außerhalb des menschlichen Körpers beweisen, während der Leibarzt Johanns II. von Kastilien, Alfonso Chirino, dem das Werk gewidmet war, nicht an die Richtigkeit einer wörtlichen Auslegung des Bibeltextes glaubte, sondern für eine spirituelle Interpretation eintrat.
Als Replik auf die Frage Juan Fernández de Valeras, wieso die vierte Zeile des achten Psalms nur den Mond und die Sterne, aber nicht die Sonne erwähnt, verfasste Villena etwa 1423–1424 die Exposición del Salmo Quoniam videbo. In einer in der damaligen Bibelwissenschaft üblichen Einleitung zur Erläuterung geistlicher Werke stellt er den Autor, die wirkende Ursache und die Zweckursache dar. Mittels der gelehrten Methode zur Beantwortung einer Quaestio analysiert er anschließend Wort für Wort des Psalms zu dessen Deutung. Unter Anwendung verschiedener ihm bekannter Wissensgebiete – etwa der Kabbala – sucht Villena den hinter den Worten des Propheten steckenden Geheimnissen auf die Spur zu kommen.
Auch über den Bösen Blick verfasste Villena eine im 15. Jahrhundert weitverbreitete Abhandlung, den Tratado de fascinación o de aojamiento (entstanden etwa 1422–1425). Wie in seiner Abhandlung über Lepra verrät er auch in jener über den Bösen Blick umfassende medizinische Kenntnisse. Er gibt eine Beschreibung des Phänomens, eine dreistufige Therapie (Vorbeugung, Diagnose, Behandlung) und deren Methoden, die er aus arabischen und jüdischen Quellen, aber auch aus Werken des Aristoteles kennengelernt hatte.
Weil Fernández de Valera seine gesamte Familie durch die Pest verloren hatte, widmete sein Freund Villena ihm 1424 eine gelehrte Trostschrift, Tratado de consolación, für die er antike und mittelalterliche Vorbilder studiert hatte.

### Übersetzungen
Villena schuf 1427/28 die erste spanische Übersetzung der Göttlichen Komödie von Dante Alighieri und des Epos Aeneis des römischen Dichters Vergil. Weitere von ihm seit 1427 vorgenommene Übersetzungen, etwa der Fragmente des römischen Historikers Titus Livius, sind (bis auf jene eines Sonetts des italienischen Dichters und Humanisten Petrarca) verloren. Das ihm zugeschriebene Libro de la guerra, eine Übertragung von De rei militari des römischen Kriegstheoretikers Vegetius, ist unecht.
Die im Auftrag Johanns II. von Navarra erfolgte Übersetzung der Aeneis konnte Villena im November 1428 abschließen. Als sich aber 1429 seine Hoffnung, im Gegenzug durch die Bemühungen Johanns die Grafschaft Gandía zurückzuerhalten, nicht erfüllten, schickte er dem König von Navarra sein Werk nicht. Er korrigierte seine erste Version und versah sie mit einem bis zum dritten der insgesamt zwölf Bücher reichenden, sehr umfangreichen Kommentar. Dieser diente der des Lateinischen nicht mächtigen und der antiken Literatur nicht vertrauten Leserschaft ebenso als Hilfe wie die Einteilung der Aeneis in 366 Kapitel, die Villena mit Titeln, Zusammenfassungen und Glossen versah. Er wollte durch seine Randnotizen das oft schwer verständliche Epos für die Anfänger und Laien erhellen und den unter Vergils Versen verborgen liegenden (von Villena so bezeichneten) „Ozean des Wissens“ enthüllen. In der Einleitung bringt er u. a. eine dem antiken römischen Grammatiker und Vergil-Biographen Aelius Donatus entnommene Vita des Poeten, den dazugehörigen Kommentar des antiken Vergil-Scholiasten Servius, die Absichten, die der Dichter mit seinem Werk verfolgt hatte und abschließend Betrachtungen über den Nutzen der Kenntnis des Epos. Dieser liege in dem ethischen Wert des Werks, das zu tugendhaften Handeln auffordere und lasterhaftes Leben rüge. Der erste römische Kaiser Augustus wird als der ideale Herrscher, Vergil als Inbegriff eines Dichters vorgestellt. Die Handlungen und Reden des Aeneas seien Vorbilder für adliges Benehmen und rhetorische Ideale. In seinem Kommentar dazu gibt Villena dem Höfling Empfehlungen, wie er sich in den verschiedenen Situationen zu verhalten habe. Er glaubt auch, dass in den Versen der Aeneis geheimes Wissen über Astrologie und Astronomie verborgen sei.
Allgemein hält Villena die Lektüre von Vergils Epos und anderer geeigneter Literatur für einen Grundstein in der Ausbildung einer geistvollen aristokratischen Elite. Nur der ethisch und intellektuell Gebildete könne seine Leidenschaften beherrschen und sei daher für das Regieren geeignet. Der ideale Adlige ist für Villena ein gelehrter Mann und tapferer Krieger, der über dem unwissenden einfachen Volk stehe. Durch seine Anpassung und Interpretation des Inhalts des Epos für das zeitgenössische Kulturverständnis seiner adligen Freunde und den Versuch, durch seinen Kommentar eigenständig seine politischen Zielvorstellungen zu formulieren, schuf Villena keine reine Übersetzung, sondern eine neue, in seiner Landessprache verfasste Aeneis, so dass er selbst zu einem neuen Vergil wurde.

### Epístola a Suero de Quiñones
In seinem letzten, vielleicht erst 1434 verfassten Werk Epístola a Suero de Quiñones, das 1895 wiederentdeckt wurde, repliziert Villena auf die Anfrage eines liebeskranken Ritters.

## Rezeption und Bedeutung
Zeitgenössische Poeten wie Iñigo López de Mendoza und Juan de Mena sahen in Villenas Tod einen großen Verlust für die Dichtkunst und die Wissenschaft. In den nächsten Jahrhunderten war er eine bekannte und legendenumwitterte Gestalt, weil er laut einigen über ihn verbreiteten Geschichten angeblich ein Magier und Zauberer gewesen sei. Dementsprechend soll er sich intensiv mit Astrologie und Alchemie beschäftigt haben. Dieses Thema wurde auch literarisch verarbeitet, u. a. von den im 16. und 17. Jahrhundert lebenden spanischen Schriftstellern Juan Ruiz de Alarcón, Francisco de Rojas Zorrilla und Francisco de Quevedo. Fälschlicherweise wurde ihm eine Abhandlung über Astrologie (Tratado de astrología) zugeschrieben.
Der spanische Humanist und Philologe Antonio de Nebrija kritisierte Villenas stark latinisierte Syntax, und auch dem Jesuiten und Historiker Juan de Mariana gefiel Villenas Stil nicht, den er als schreckliche Mischung von Latein und Spanisch betrachtete. Als erster ließ der Bibliograph Nicolás Antonio († 1684) in seiner bis etwa 1500 reichenden spanischen Literaturgeschichte Bibliotheca hispana vetus (gedruckt 1788) Villena eine gerechtere und objektivere Beurteilung zuteilwerden. In den letzten Jahrzehnten suchten insbesondere Derek C. Carr und Pedro M. Cátedra recht erfolgreich, viele Villenas Biographie betreffende Fragen zu beantworteten; sie veranstalteten auch eine moderne Ausgabe seiner gesamten Werke.
Durch seine Werke versuchte Villena die Adligen auf ihre gesellschaftliche Rolle vorzubereiten. An der Schwelle zwischen dem Mittelalter und der Renaissance stehend, war er durch seine Erschließung antiker Klassiker für einen breiteren Leserkreis von Aristokraten ein Wegbereiter für den philologischen Humanismus in Spanien.

## Ausgaben
- Los doze trabajos de Hércules (1417), hg. von Margherita Morreale (Madrid 1958).
- Arte de trovar (zwischen 1417 und 1428), hg. von F. J. Sánchez-Cantón (Madrid 1923; Nachdruck 1993).
- Tratado de lepra (um 1421–22), hg. von J. Soler (Pseudonym von R. Foulché-Delbosc), RHi 41, 1917, 198–214.
- Arte cisoria (1423), hg. von Felipe Benicio Navarro (Madrid 1879); hg. von Russell V. Brown (Barcelona 1984).
- Tratado del aojamiento oder Tratado de la fascinación (um 1422–25), hg. von Anna Maria Gallina (Bari 1978).
- Exposición del Salmo Quoniam videbo (1424), hg. von Pedro M. Cátedra (Madrid 1985).
- Tratado de la consolación (1424), hg. von Derek C. Carr (Madrid 1976).
- Traducción de la Divina comedia (1427–28), hg. von José A. Pascual (Salamanca 1974).
- Traducción y glossa a la Eneida (1427–28), hg. von Pedro M. Cátedra (2 Bde., Salamanca 1989).
- Gesamtausgabe: Obras Completas, hg. von Pedro M. Cátedra (3 Bde., Madrid 1994–2000).